# Добруцкий, Божидар

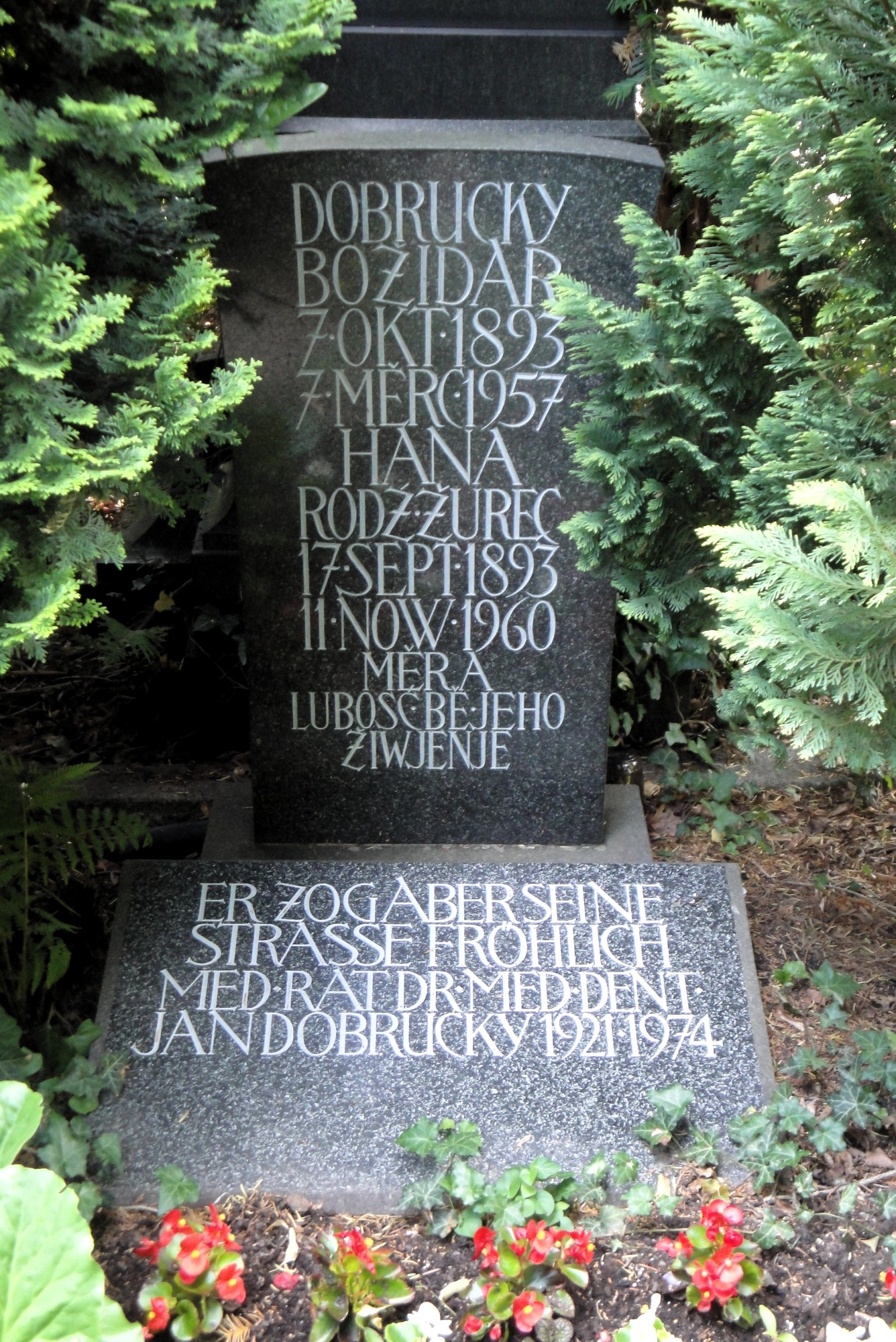
Могила Божидара Добруцкого и его жены Ганы Добруцкец

Бо́жидар До́бруцкий, немецкий вариант — Теодор Добруцки (в.-луж. Božidar Dobrucky, нем. Theodor Dobrucký, 7 октября 1893 года, Войерецы, Лужица, Германия — 7 марта 1957 года, Будишин, ГДР) — лютеранский священнослужитель, лужицкий писатель и общественный деятель. Редактор журнала «Pomhaj Bóh» (1950—1955). Сын писателя Яна Добруцкого. 

## Биография
Родился в 1893 году в семье служившего в Войерецах лютеранского архидьякона Яна Эммануэля Добруцкого, который переехал в 1882 году в Лужицу из Словакии. С 1909 по 1913 года обучался в гимназии в Гёрлице, по окончании которой с 1913 по 1916 года изучал теологию и философию в Лейпциге. Там же окончил высшие учительские курсы. В 1916—1917 годах работал вспомогательным учителем в Рабенштайне. С 1917 по 1924 года — настоятель лютеранского храма в селе Будышинк. В этом же селе имел приятельские отношения с лужицким учителем и общественным деятелем Арноштом Голаном. В 1918 году вступил в серболужицкую культурно-просветительскую организация «Матица сербо-лужицкая». С этого же года участвовал в руководимом Арноштом Бартом национальном движении за лужицкое самоопределение. В 1924 году за эту деятельность был осуждён на полгода тюремного заключения. Был освобождён по амнистии. После освобождения отправился в Чехословакию, где продолжил своё обучение в Братиславе. Возвратившись в Германию, служил настоятелем в Гельдбурге (1925—1930).
С 1930 по 1948 год был духовным отцом немецкого поэта Бёррис фон Мюнхгаузена и заведующим библиотеки в Виндишлойбе. В 1948 году оставил пастырскую деятельность и с этого же года занимался основанием Серболужицкого культурного управления в Будишине. Был одним из основателей факультета сорабистики при Университете имени Карла Маркса в Лейпциге. С 1950 по 1955 года был главным редактором журнала «Pomhaj Bóh». 
В 1953 году вышел на пенсию. Скончался в 1957 году. Похоронен на Тухорском кладбище в Будишине.  
Основные сочинения
Свои первые произведения опубликовал в немецкой газете «Görlitzer Volkszeitung». Публиковался в газете «Serbske Nowiny» и журнале «Łužica». После Второй мировой войны печатался в газете «Nowa doba» и литературном журнале «Protyka».
- Wo čłowjeku z dwěmaj wutrobomaj, Serbske Nowiny dnja 24. decembra 1924
- Pusty kraj, Łužica 1931.
- Serbski Diogenes. Budyšin 1970, str. 181—211

## Источник
- J. Młynk, Rebelija antibyrgarja — Rozhlad 21 (1971) 7, str. 264—269;
- P. Nedo, Architekt noweje serbskeje kultury — Rozhlad 23 (1973) 10, str. 373—375
- Nowy biografiski słownik k stawiznam a kulturje Serbow, wud. wot: Jan Šołta, Pětr Kunze a Franc Šěn, Budyšin: Ludowe nakładnistwo Domowina, 1984
- Dietrich Šołta, Božidar Dobrucky (1893—1957) — narodny prócowar, farar a spisowaćel, Rozhlad, 04/ 2017